# Lucía de la Cruz
Lucía Magdalena de la Cruz Cuya (Lima, 20 de agosto de 1953) es una cantante y embajadora de la música criolla peruana. Con una trayectoria de más de 50 años, ha interpretado un amplio repertorio de música afroperuana y valses criollos.Es conocida en el ambiente artístico como la "Reina de los Festivales".

## Carrera musical
Inició su carrera a los seis años de edad en la radio, en un programa para niños llamado Radio club infantil; a los nueve años de edad debutó en el canal 11 de televisión, en el programa Cantando con mi guitarra. En 1965 ingresó a formar parte del elenco del primer programa de los Indios Aguarunas en Radio Lima, pasando luego a Radio Victoria, junto a Los Embajadores Criollos. También formó parte del programa «El mundo de los niños» de Ofelia Ortiz en Radio El Sol, luego en El sentir de los barrios.
En 1968, con permiso de un juez de menores, dio inicio a sus presentaciones en algunas de las peñas más populares de Lima y Callao. En varias de estas presentaciones tuvo como acompañante a la cantante Eva Ayllón. Los primeros locales donde se presentó fueron Viña del Mar, ubicado en Magdalena del Mar, El Parra en el distrito del Rímac y en el restaurante El Sabroso de Lucho Rospigliosi en el Callao. En 1970, participó en el Festival de la Canción Internacional.
Lucía empezó a grabar temas como «Vieja limeña», «Quiero que estés conmigo», «Las horas que perdí», «En esta habitación», «Yo creo que hay un Dios», «Yo perdí el corazón» entre otros.

## Años 70 y 80
En 1978, participó del Festival de Ancón, donde compitió con artistas como Ricardo Montaner y Jorge Baglietto, ocupando el segundo lugar haciendo un empatecon el también cantante peruano de baladas en aquel entonces Jorge Baglietto, quien luego cambiaría de estilo al rock.
En 1979, viajó por primera vez a la ciudad de Los Ángeles, California, junto a la "Reina y Señora de la Canción Criolla", María de Jesús Vásquez, Néstor Quinteros y al trío Kimza, cuya primera voz entonces era Pepe Prado. A partir de este primer viaje a los Estados Unidos, Lucía se presentó en muchas otras ciudades norteamericanas. Es en los años 1980 que Lucía ganó popularidad en la televisión nacional. El éxito es tan grande que viajó además, ese mismo año, a Europa, a países como Italia, Francia, Inglaterra, Alemania y también a la ciudad de Estocolmo. 
En 1982 fue nominada como mejor intérprete nacional en el mencionado Festival de Ancón.
El 3 de marzo de 1987, ofreció un Concierto Criollo Sinfónico "Lucía y solo Lucía", con acompañamiento de la Orquesta Sinfónica Nacional en el Teatro Peruano Japonés de Lima. El concierto se volvió a realizarse en el 2005 y 2007.

## Controversia judicial
En 2005 el Octavo Juzgado Penal de Lima sentenció a Lucía de la Cruz a cuatro años de pena suspendida por tráfico ilícito de personas. Esto debido a que el Ministerio Público denunció en 2003 por cobro de dinero para tramitar clandestinamente visas como artistas musicales en su ingreso a los Estados Unidos. Según Reporte semanal, el suceso ocurrido el 16 de julio de 2001 en que 11 personas fueron registradas como músicos con el domicilio donde hospedó Bartola.
Esto no la impide de viajar a otros países del mundo excepto al propio Estados Unidos. Sin embargo, en 2012 la embajada de Japón negó la visa de artista a ese país para acompañar a la agrupación África Negra.

## Televisión
- Al fondo hay sitio (2023), como Maruja (Rol antagónico invitada).[16]

## Discografía
Lucía ha grabado 17 larga duraciones en disco de acetato y 10 en CD.

### Álbumes
- 1973: Vieja limeña
- 1974: Siempre conmigo
- 1975: Gracias amor
- 1977: Amor, voz y melodía
- 1982: Al frente de todas

### Compilaciones
- 1978: Lo mejor de - IEM
- 1992: Cecilia Barraza & Lucía de la Cruz - IEM 91150016
- 1998: Grandes éxitos: Lucía de la Cruz - IEM 0428
- 2007: Para toda la vida - IEM 0245